# John Hannah (igralec)
John David Hannah, škotski igralec, * 23. april 1962, East Kilbride, Škotska. 
John Hannah je zaslovel v filmu Štiri poroke in pogreb (1994), za katerega je bil kot Matthew nominiran za nagrado BAFTA za najboljšega igralca v podporni vlogi.  
Drugi njegovi filmski nastopi vključujejo Sliding Doors (1998) in The Mummy trilogy (1999-2008). Njegove televizijske vloge vključujejo: Dr Iain McCallum v McCallumu (1995-1998); D.I. John Rebus v Rebusu (2000-2001); Jack Roper v New Street Law (2006–2007); Jake Osbourne v Cold Blood (2007-2008); Quintus Lentulus Batiatus v Spartacus (2010–2011), Jack Cloth v A Clock of Clothing (2012–14), Jasonovega očeta (Aeson) v BBC-jevi seriji Atlantis (2013–15), Dr. Holden Ratcliffe v vohunski seriji SHIELD (2016–2017), Colina v Overboard (2018) in dr. Archie Wilson v BBC-jevi seriji Trust Me.